# Llorona
A Llorona (spanyol, ejtsd kb. [gyoróna], IPA [ʝoˈrona], ’Síró nő’), Síróasszony-szellem vagy Síró Boszorkány egy népszerű monda- és mesebeli alak a spanyol nyelvű országokban, legfőképpen Mexikóban és Hispano-Amerikában.
A legenda országonként eltérő, azonban a fő történet nagyjából ugyanaz. E szerint egy valaha élt fiatal és gyönyörű (szegény vagy indián) lány megismerkedett egy gazdag spanyol úrfival, akitől gyermekei születettek. Telt-múlt az idő, majd a férfi elhagyta az asszonyt, aki ezért bosszúból megölte a gyermekeit (különböző verziók szerint megfulladtak a tengerben, illetve belefojtotta őket a folyóba), majd ő maga is meghalt (öngyilkos lett vagy baleset érte). (Egy másik verzió szerint nem halt meg rögtön utána, hanem megbánta a tettét, ezért sírt a folyó mellett.) Az asszony szellemként tér vissza, aki gyermekeit gyászolva sírásával éjszaka felriasztja az alvókat – innen ered az elnevezése is.